# Ортосиликат стронция
Силикат стронция — неорганическое вещество, соль щелочноземельного металла стронция и кремниевой кислоты с формулой Sr2SiO4, бесцветные кристаллы.

## Получение
- Сплавление оксида стронция и диоксида кремния:

{\displaystyle {\mathsf {2SrO+SiO_{2}\ {\xrightarrow {T}}\ Sr_{2}SiO_{4}}}}

## Физические свойства
Силикат стронция образует бесцветные двулучепреломляющий кристаллы, ромбической сингонии, пространственная группа P nam, параметры ячейки a = 0,7262 нм, b = 0,966 нм, c = 0,559 нм, Z = 4.

## Применение
- В производстве фосфоресцирующих веществ.